# История почты и почтовых марок Бельгии
История почты и почтовых марок Бельгии охватывает ранний (домарочный), классический (марок XIX — начала XX века) и современный периоды. Начиная с 1849 года Бельгия издаёт собственные почтовые марки, а с 1875 года входит во Всемирный почтовый союз (ВПС). Почтовые операции в стране осуществляет компания bpost.

## Развитие почты

### Ранняя история
Почтовая династия Таксисов, основателем которой явился Иоганн Баптист фон Таксис, имела отдельные ветви, действовавшие в том числе и на территории Бельгии (принадлежавшей тогда Австрии) и оказавшие большие услуги в деле развития почтовых сообщений. Основная ранняя почтовая линия почты Турн-и-Таксис пролегала по маршруту Брюссель — Вена — Италия. Эта линия начала функционировать 1 марта 1500 года. Позднее к этой линии добавился внутренний почтовый маршрут между Мехеленом, Гентом и Брюгге. В 1543 году была открыта вторая линия из Льежа через Тироль в Италию. Изначально этой почтовой службой пересылалась только официальная корреспонденция, впрочем также разрешалась пересылка предоплаченной частной почты. Все почтовые пометки делались от руки на обратной стороне писем. После смерти в 1558 году Карла V восстание протестантов на много лет нарушило работу почты.
После захвата в 1701 году Бельгии Францией на смену почты Турн-и-Таксисов была создана новая почтовая служба, работавшая по французским линиям. Однако уже в 1714 году Австрия снова вернула себе контроль над Бельгией (кроме княжества Льеж). На тот момент работало 104 пункта приёма почты у населения, в некоторых из них использовались ручные штемпели, также почтовые отметки делались от руки. В 1725 году почтовая монополия снова вернулась к Турн-и-Таксисам, князь Анзельм Франц фон Таксис был назначен главным почтмейстером (фр. «General des Postes»).
Когда в июне 1744 года в ходе войны за австрийское наследство французы снова захватили Бельгию, бельгийская почтовая служба была подчинена французской. Однако уже в 1748 году Австрия восстановила свой контроль, и Турн-и-Таксисы заменили французских почтовых служащих собственными. Во время войны на британских почтовых отправлениях появились первые военные почтовые отметки в виде ряда оттисков ручных штемпелей с буквами «AB» (сокр. от «Armee Britannique» — «Британская армия»), «AA» (сокр. от «Armee Autrichienne» — «Австрийская армия») и «AHO» (сокр. от «Armee Hollondaise» — «Голландская армия»). Как правило, такие отметки ставились на территории Германии, но известны примеры их использования на письмах из Бельгии.

### Бельгийская почта в XIX веке
После начала в 1793 году французских революционных войн Бельгия до 1814 года стала французской провинцией и была поделена на 9 департаментов, номера которых (86 и 91—98) обозначались на почтовых штемпелях. Бельгийская почтовая служба работала в составе французской почтовой администрации. В бельгийских почтовых отделениях стали применяться календарные штемпели, аналогичные использовавшимся во Франции.
Когда после Ватерлоо в соответствии с решениями Венского конгресса Голландия и Бельгия с Люксембургом были объединены под властью короля Нидерландов, их почтовые службы были слиты воедино и подчинены голландскому генеральному директору. В течение следующих 15 лет большинство ручных почтовых штемпелей были переведены с французского на нидерландский и фламандский языки. Эти штемпели из прямых линий, в свою очередь, сменили на почтамтах круглые штемпели с указанием даты.
После провозглашения 18 ноября 1830 года (в результате восстания против голландцев) независимости страны и воцарения на бельгийском троне в следующем году князя Леопольда Саксен-Кобург-Готского почтовая служба была реорганизована с объединением 9 провинций в две области и возвращением многим населённым пунктам французских названий. Поскольку в Люксембурге оставался прусский гарнизон, бельгийцы опасались, что голландцы могут использовать их территорию для нападения и держали бельгийский военный контингент, что и привело к появлению к 1837 году первого бельгийского военного почтового штемпеля.
В это же время началась перевозка почтовых отправлений бельгийскими железными дорогами, и в 1841 году была основана «Service des Postes sur le Chemin de Fer» («Почтовая служба на железной дороге»), которая впоследствии стала использовать многочисленные железнодорожные почтовые штемпели.
9 октября 1874 года Бельгия в числе других первых государств подписала Всеобщую почтовую конвенцию. В её проекте первоначально предусматривалась безвозмездность транзитной пересылки в силу того соображения, что услуги, оказываемые государством по транзитной перевозке чужеземной корреспонденции через его территорию, в среднем уравновешиваются соответствующими услугами, получаемыми им от других государств. Это соображение, вообще оправдываемое опытом, допускало, однако, изъятия (исключения), обусловленные обширностью некоторых государств или особенностями географического их положения. Такое изъятие должно было быть допущено по отношению к Бельгии, являющейся узловым пунктом на пути весьма оживленных сообщений между несколькими великими державами.

### На рубеже XX века
В конце XIX — начале XX века почта в Бельгии, вместе с телеграфом и железными дорогами, состояла в ведении особого министерства. Всё государство в почтовом отношении было разделено на семь округов. Почтовые операции производились почтамтами (perceptions), почтовыми агентами (sous-perceptions) и вспомогательными почтовыми местами в селениях (dépôts и dépôts-relais). Транзитное значение Бельгии способствовало усиленному почтовому движению.
На венском конгрессе Всемирного почтового союза (ВПС) 1891 года Бельгия присоединилась к соглашению по поводу широкой и единообразной международной газетной операции. В соответствии с этим соглашением правительства взаимно обязались доставлять периодические издания, выходившие в пределах их территорий, по тем же ценам, что и внутренним подписчикам, с надбавкой лишь возможных транзитных расходов; в стране назначения могли быть сделаны комиссионные и тому подобные надбавки, но они не должны были выходить за пределы, установленные для внутренних подписчиков этой страны.
Согласно данным о числе и деятельности почтовых учреждений, в Бельгии в 1894 году насчитывалось:
- 836 почтовых учреждений, что составляло в среднем одно почтовое учреждение на 35,2 км² и на 7586 жителей этой страны;
- 422 013 000 почтовых отправлений, в том числе:
  - 124 641 тыс. писем,
  - 42 608 тыс. открытых писем,
  - 241 016 тыс. произведений печати,
  - 2988 тыс. почтовых переводов и
  - 3263 тыс. посылок.

На одного бельгийского жителя приходилось в среднем 61,5 почтового отправления. Превышение дохода почты над расходами, в пересчёте на рубли Российской империи того времени, составило 3 175 456 рублей.
В этот же период пересылка денег и других ценностей в Бельгии производилась лишь в ограниченных пределах, и максимальная сумма для такой пересылки была установлена в 10 000 франков. Отправителю, внесшему в почтовое учреждение деньги, выдавался на руки перевод, который отсылался им в письме адресату, а последний для получения по переводу денег предъявлял его почтовому учреждению своего местожительства. В Бельгии также получили распространение почтовые боны (bons de poste) — почтовые переводы на небольшие определенные суммы, которые продавались в почтовых учреждениях по номинальной цене с надбавкой комиссионного сбора и в течение известного срока могли быть предъявлены для оплаты в любом почтовом учреждении страны, производившем соответствующие операции. Кроме того, производилась ещё одна операция — почтовых поручений (recouvrement), состоявшая в том, что почта принимала на себя истребование от должника платежа по векселям, фактурам, счетам и тому подобным документам и пересылку их кредитору по принадлежности. При этом в случае надобности почтальоны в Бельгии были уполномочены сами подвергать векселя протесту в общеустановленном порядке и совершать его в особо установленной для них упрощенной форме. Почта Бельгии принимала на себя также ещё один вид поручений: она предъявляла векселя трассату для акцепта и при отсутствия акцепта обязана была совершить протест. На лиссабонском конгрессе ВПС 1885 года Бельгия присоединилась к соглашению между государствами, в которых производилась операция почтовых поручений, о распространении этой операции на свои взаимные сношения. В 1905 году Бельгия заключила соглашение о взаимном обмене денежных почтовых переводов с Россией.
По данным Международного бюро ВПС за 1903 год, в отношении густоты почтовой сети Бельгия занимала четвёртое место в мире — с одним учреждением на 24,1 кв. км. Она также относилась вместе с Испанией и Австрией к числу единственных стран, где железнодорожные почтовые перевозки превышают другие почтовые перевозки. В отношении почтовых поручений Бельгия занимала первое место (на 1 миллиард франков).

## Выпуски почтовых марок

### Первые марки
Первые национальные почтовые марки Бельгия выпустила в обращение 1 июля 1849 года. Для этого была напечатана серия из двух беззубцовых марок: коричневой номиналом в 10 сантимов (для пересылки писем массой не более 10 г на расстояние не далее 30 км)[≡] и синей номиналом в 20 сантимов, их прозвали «Эполеты». Нарисовал марку художник-литограф Шарль Бонье, изобразив короля Леопольда I в военной форме с эполетами и взяв за основу портрет кисти Лиэвина де Винне. Название государства не указывалось, была только надпись «Postes» («Почта»)[≡].

### Последующие эмиссии
Марки серии «Эполеты» оставались в обращении до 1861 года, когда появилась новая серия, в этот раз из четырёх почтовых марок. Надписи на почтовых марках Бельгии: нидерл. «België» или фр. «Belgique» («Бельгия»).
С 1928 года некоторые стандартные марки выпускаются в сброшюрованном виде. В листах таких марок есть купоны с рисунками рекламного характера, а также такие листы марок дают возможность получения тет-бешей и иных комбинаций марок.
- Марка номиналом в 20 сантимов из серии «Эполеты»[англ.] с портретом Леопольда I (1849)[^]
- Марка номиналом в 10 сантимов с портретом Леопольда II и воскресным купоном (1905)
- Траурная почтовая марка, посвящённая королеве Астрид, 1935 (Sc #B174)

В декабре 1999 года на бельгийской марке из выпуска «Итоги XX века» (Sc #1779g) был помещён образ В. И. Ленина. Появление марки с портретом Ленина вызвал в Бельгии политический скандал. Первой его подняла националистическая партия «Фламандский блок», которая сразу же потребовала изъять ленинскую марку. Некоторое время спустя первый заместитель премьер-министра и министр иностранных дел Бельгии Луи Мишель обратился к министру телекоммуникаций и государственных служб Рику Дамсу с тем же предложением. Он обосновал его тем, что факт появления марки «вызвал очень негативную реакцию части населения страны». Наряду с бельгийскими правыми возмутились и представители старой российской эмиграции. Союз русских дворян организовал по этому поводу демонстрацию в Брюсселе. Печать марок была приостановлена, а дело вынесено на обсуждение бельгийского правительства. Эмиссия миниатюры не была аннулирована. Марка Бельгии с портретом Ленина представлена в каталогах в качестве официального коммеморативного выпуска (Mi #2915).

### Серии стандартных марок
Ниже в хронологическом порядке перечислены выпуски бельгийских стандартных марок начиная с 1849 года:
«Эполеты» (первые марки Бельгии, 1849)
В 1849 году выпущены были две марки номиналом в 10 и 20 сантимов.
«Медальон» (1849—1863)
1849 — беззубцовые 40 сантимов
1850 — беззубцовые 10 и 20 сантимов
1851 — беззубцовый выпуск в измененном цвете — 10, 20 и 40 сантимов
1861 — беззубцовая марка номиналом в 1 сантим
1863 — выпуск с зубцовкой — 1 сантим (в измененном цвете), 10, 20 и 40 сантимов
Леопольд I в профиль (1865—1866)
1865 — 30 сантимов и 1 франк, 1866 — 10, 20 и 40 сантимов
«Малый лев» (1866—1867)
1866 — беззубцовый 1 сантим, с зубцовкой — 1 и 5 сантимов, 1867 — 2 сантима
«Лежащий лев» (1869—1888)
1869 — 1 сантим
1870 — 2, 5 и 8 сантимов
1884 — 1 и 5 сантимов в измененном цвете
1888 — 2 сантима в измененном цвете
Леопольд II в профиль, образца 1869 года (1869—1878)
1869 — 10 сантимов
1870 — 20, 30 и 40 сантимов
1874 — 1 франк
1875 — 25 и 50 сантимов
1878 — 5 сантимов
Леопольд II в профиль, образца 1883 года (1883)
В 1883 году были выпущены 10, 20, 25 и 50 сантимов.
Леопольд II в профиль, образца 1884 года (1884—1891)
1884 — 10 сантимов и 1 франк
1885 — 25 сантимов
1886 — 20, 50 сантимов и 2 франка
1891 — 35 сантимов
«Большой герб» (1893—1907)
1893 — 1, 2 и 5 сантимов
1894 — 2 сантима в измененном цвете
1907 — модифицированные 1, 2 (в измененном цвете) и 5 сантимов
«Леопольд II с купоном» (1893—1900)
1893 — 10, 20, 25, 35, 50 сантимов, 1 и 2 франка
1897 — 50 сантимов в измененном цвете
1900 — 10 сантимов, 1 и 2 франка в измененном цвете
«Грубая борода» (1905—1906)
1905 — 10, 20, 50 сантимов, 1 и 2 франка
1906 — 35 сантимов
«Номинал и лев» (1912)
1912 — 1, 2 и 5 сантимов
«Альберт I с купоном» (1912)
1912 — 10, 20, 25, 35, 40, 50 сантимов, 1, 2 и 5 франков
Альберт I анфас, образца 1915 года (1915—1920)
В 1915 году выпущены марки в 1, 2, 5, 10, 15, 20 и 25 сантимов, в 1920 — 3 сантима.
«Бельгия. Архитектура и история» (1915—1921)
1915 — 35, 40, 50 сантимов, 1, 2, 5 и 10 франков
1920 — 25 и 65 сантимов
1921 — 5 франков
«Альберт I в каске» (1919—1920)
1919 — 10, 15, 20, 25, 35, 40, 50 сантимов, 1, 2 и 5 франков
1920 — 1, 2, 5 сантимов и 10 франков
Альберт I, тип Montenez (1921—1929)
1921 — 50 сантимов
1922 — 75 сантимов, 1, 2 и 10 франков
1923 — 5 франков
1924 — 75 сантимов и 5 франков
1925 — 1 франк
1929 — 10, 20, 50 и 100 франков
Альберт I, тип Houyoux (1922—1927)
1922 — 1, 3, 5, 10, 20, 25, 30, 35 и 40 сантимов
1923 — 15 и 25 сантимов
1925 — 30 и 50 сантимов
1926 — 2, 75 сантимов, 1 франк, 1 франк 25 сантимов, 1 франк 50 сантимов и 2 франка
1927 — 35, 60 сантимов, 1 франк, 1 франк 75 сантимов, 5 и 10 франков
Надпечатки:
1927 — 3 сантима (на 2 сантимах), 10 сантимов (на 15 сантимах), 35 сантимов (на 40 сантимах), 1 франк 75 сантимов (на 1 франке 50 сантимах)
«Геральдический лев» (1929—1932)
1929 — 1, 3, 5, 10, 20, 25, 35 и 50 сантимов
1930 — 40, 60, 70 и 75 сантимов
1931 — 2 сантима
1932 — 75 сантимов
Надпечатки:
1931 — 2 сантима (на 3 сантимах)
1934 — 10 сантимов (на 40 сантимах)
«Фоккер» (авиапочтовый стандарт, 1930)
В 1930 году были выпущены марки в 50 сантимов, 1 франк 50 сантимов, 2 и 5 франков, в том-же году 5 франков были переизданы в измененном цвете. В 1935 году на марках были сделаны надпечатки нового номинала — 1 франк (на полутора франках) и 4 франка (на 5 франках первого выпуска).
«Альберт I в кепи» (1931—1934)
1931 — 1 франк, 1 франк 25 сантимов, 1 франк 50 сантимов, 1 франк 75 сантимов, 2 франка, 2 франка 45 сантимов, 5 и 10 франков
1932 — 75 сантимов и 2 франка 50 сантимов
В 1934 году марка в 75 сантимов была переиздана в траурном варианте по случаю кончины короля Альберта I.
«Церера и Меркурий» (1932)
В 1932 году были выпущены марки в 2, 5, 10, 20, 25 и 35 сантимов.
Леопольд III в профиль, образца 1934 года (1934—1935)
В 1934 были выпущены 75 сантимов, в 1935 — 70 сантимов и 1 франк.
«Малый герб на мантии» (1936—1948)
1936 — 5, 10, 15, 20, 25, 30, 35 и 50 сантимов
1937 — 2 сантима
1938 — 40 сантимов
1941 — 60 сантимов
1945 — 80 сантимов и 1 франк
1946 — 25, 65, 75 и 90 сантимов
1948 — 70 сантимов
Надпечатки:
1942 — 10 сантимов (на 30 и 40 сантимах)
1944 — надпечатка «V» на марках в 2, 15, 20 и 60 сантимов
«Открытый воротник» (1936—1951)
1936 — 70 сантимов и 1 франк
1938 — 75 сантимов
1941 — 1 франк
1943 — 1 франк 50 сантимов, 1 франк 75 сантимов, 2 франка, 2 франка 25 сантимов, 3 франка 25 сантимов и 5 франков
1944 — 1 франк, 1 франк 50 сантимов, 1 франк 75 сантимов, 2 франка, 2 франка 25 сантимов, 3 франка 25 сантимов и 5 франков
1950 — 1 франк 75 сантимов
1951 — 1 франк 20 сантимов и 2 франка 50 сантимов
Леопольд III, тип Poortman (1936—1951 и 1983)
1936 — 1 франк 50 сантимов, 1 франк 75 сантимов, 2 франка, 2 франка 45 сантимов, 5, 10 и 20 франков
1941 — 2 франка 25 сантимов, 2 франка 50 сантимов, 3 франка 25 сантимов
1946 — 10 франков
1950 — 4 франка
1951 — 3, 6 и 20 франков
В 1983 году в этой серии была выпущена траурная марка в 11 франков по случаю кончины бывшего короля Леопольда III.
Надпечатки:
1938 — 2 франка 50 сантимов (на 2 франках 45 сантимах)
1941 — 2 франка 25 сантимов (на 2 франках 50 сантимах)
«Лев на фоне V» / «Английская серия» (1944)
Марки были отпечатаны в Великобритании по заказу эмигрантского правительства Бельгии и имели следующий номинальный ряд: 5, 10, 25, 35, 50, 75 сантимов, 1 франк, 1 франк 25 сантимов, 1 франк 50 сантимов, 1 франк 75 сантимов, 2 франка, 2 франка 75 сантимов, 3 франка, 3 франка 50 сантимов, 5 и 10 франков.
«Дуглас» (авиапочтовый стандарт, 1946)
1946 — 6 франков, 8 франков 50 сантимов, 50 и 100 франков
«Экспорт» (1948)
Были выпущены марки в 60 сантимов, 1 франк 20 сантимов, 1 франк 35 сантимов, 1 франк 75 сантимов (2 варианта), 2 франка 25 сантимов, 2 франка 50 сантимов, 3 франка, 3 франка 15 сантимов, 4 франка, 6 франков и 6 франков 30 сантимов.
«Цифра на фоне геральдического льва» (1951—1980)
1951 — 5, 10, 20 (2 варианта), 25, 40, 50, 60, 65, 80, 90 сантимов и 1 франк
1957 — 2, 3 и 30 сантимов
1959 — 15 сантимов
1960 — 1 франк
1961 — 50 сантимов
1966 — 25, 60 и 75 сантимов
1967 — 2 франка
1969 — 1 франк 50 сантимов
1970 — 15, 20, 25, 30, 50, 60, 75 сантимов, 1 франк, 2 франка 50 сантимов и 3 франка
1971 — 2 сантима
1972 — 3 сантима и 2 франка
1974 — 5 сантимов, 4 франка и 4 франка 50 сантимов
1975 — 50 сантимов и 5 франков
1979 — 50, 60 сантимов и 5 франков
1980 — 5, 20 сантимов и 2 франка 50 сантимов
Надпечатки:
1960 — 15 и 20 сантимов (обе на 30 сантимах)
1968 — 15 сантимов (на 50 сантимах)
Бодуэн I, тип De Bast (1952—1977)
1952 — 50 франков (2 варианта расцветки)
1953 — 1 франк 50 сантимов, 2 и 4 франка
1958—100 франков
1969 — 50 и 100 франков
1977 — 50 и 100 франков
Бодуэн I, тип Marchand (1953—1972)
1953 — 1, 2 и 4 франка
1957 — 2 франка 50 сантимов, 5 франков и 7 франков 50 сантимов
1958 — 2, 3, 6, 8 и 30 франков
1959 — 3 франка 50 сантимов, 8 франков 50 сантимов и 9 франков
1960 — 6 франков 50 сантимов и 7 франков
1962 — 4 франка 50 сантимов
1966 — 12 франков
1969 — 3 франка
1970 — 1 франк 50 сантимов, 2 франка 50 сантимов и 3 франка 50 сантимов
1971 — 2 франка 50 сантимов и 7 франков
1972 — 3 франка 50 сантимов и 4 франка 50 сантимов
«Туризм» (1965—1971)
1965 — 50 сантимов
1966 — 2 франка
1967 — 1 франк
1968 — 1 и 2 франка
1970 — 1 франк 50 сантимов
1971 — 1 франк 50 сантимов и 2 франка 50 сантимов
Бодуэн I, тип Elstrom (1970—1980)
1970 — 3 франка 50 сантимов («юбилейный выпуск»)
1971 — 1 франк 75 сантимов, 3 франка 50 сантимов, 7, 9, 10, 15, 18 и 20 франков
1972 — 2 франка 25 сантимов, 4 франка, 4 франка 50 сантимов, 5, 6, 8, 12 и 30 франков
1973 — 3, 4 и 5 франков
1974 — 2 франка 50 сантимов, 4 франка 50 сантимов, 6 франков 50 сантимов и 22 франка
1975 — 3 франка 25 сантимов, 4 франка 50 сантимов, 13, 17 и 25 франков
1976 — 11 и 14 франков
1977 — 16 и 40 франков
1978 — 6 и 8 франков
1979 — 22 франка
1980 — 9, 18, 35 и 45 франков
Бодуэн I, образца 1976 года (1976)
1976 — 4 франка 50 сантимов, 6 франков 50 сантимов, 10, 20 и 30 франков
«Цифра на фоне геральдического льва» (изменённый дизайн, 1977—1987)
1977 — 1 франк и 4 франка 50 сантимов
1978 — 1 франк, 1 франк 50 сантимов, 2 и 3 франка
1979 — 50 сантимов, 2 франка 75 сантимов и 5 франков
1980 — 65 сантимов, 2 и 4 франка
1981 — 2 франка 50 сантимов и 6 франков
1982 — 7 франков
1983 — 8 франков
1985 — 9 франков
1987 — 1 и 2 франка
Надпечатки:
1981 — 1 франк (на 5 франках)
Бодуэн I, образца 1981 года (1981)
1981 — 50, 65 и 100 франков
Бодуэн I, образца 1982 года (1982—1990)
1982 — 10 франков
1983 — 11 франков
1984 — 12, 15, 20, 22, 30, 40, 50 и 100 франков
1985 — 23 франка
1986 — 13, 24 и 200 франков
1990 — 14 и 25 франков
«Птицы» (1985—2013)
1985 — 3 и 9 франков
1986 — 3 франка 50 сантимов и 8 франков
1987 — 7 франков
1988 — 5 и 6 франков
1989 — 4 франка
1990 — 1 франк, 4 франка 50 сантимов и 10 франков
1991 — 50 сантимов, 3 и 9 франков
1992 — 1, 2, 4, 5, 6, 7, 8, 10 и 11 франков
1993 — 5 франков 50 сантимов
1994 — 6 франков 50 сантимов, 13 и 16 франков
1995 — 14 франков
1996 — 2, 4, 5 и 6 франков
1997 — 3, 7, 15 и 150 франков
1998 — 1 франк 7 франков 50 сантимов, 9 и 10 франков
Выпуски 2000—2001 гг. имели двойной номинал — в бельгийских франках и евро.
2000 — 1 франк / 2 цента, 2 франка / 5 центов, 3 франка / 7 центов, 5 франков / 12 центов, 8 франков / 20 центов, 10 франков / 25 центов и 16 франков / 40 центов
2001 — 50 сантимов / 1 цент, 7 франков 50 сантимов / 19 центов, 16 франков / 40 центов, 21 франк / 52 цента и 150 франков / 3 евро 72 цента
Начиная с 2002 года номинал указывался в евро.
2002 — 7, 25, 41, 57, 70 центов, 1, 2 и 5 евро
2003 — 2, 35, 52 цента и 3 евро 72 цента
2004 — 1, 40, 44, 55, 65, 75 центов и 4 евро
2005 — 3, 5, 20, 44, 60 и 75 центов
2006 — 23, 30, 46, 78 центов и 4 евро 30 центов
2007 — 5, 6, 10, 23, 40, 70 и 75 центов
2008 — 4 евро 40 центов и авиапочтовые в 10 и 15 центов
2009 — 1, 10, 27 центов и 4 евро 60 центов
2010 — 4 евро 9 центов, 4 евро 60 центов и безноминальная марка для франкировки избирательных бюллетеней, отправляемых по почте
2011 — 8 центов и безноминальная марка для франкировки заказных писем
2012 — безноминальная марка для франкировки заказных приоритетных писем
2013 — три безноминальных марки (для франкировки заказных писем, писем от организаций и заказных писем от организаций)
Бодэун I, образца 1992 года (1992)
1992 — 15, 28 и 100 франков
Альберт II, образца 1993 года (1993—2001)
1993 — 16 франков
1994 — 16, 20, 30, 32, 40, 50 и 100 франков
1995—200 франков
2001—100 франков/2 евро 48 центов
Альберт II, образца 1996 года (1996—1998)
1996 — 16, 17, 28 и 50 франков
1997 — 18, 19, 34 и 36 франков
1998 — 19, 20, 25 и 32 франка
«Цветы» (1997—2009)
1997 — безноминальная марка (тариф по Бельгии)
1999 — две безноминальных марки (тариф по Бельгии и тариф «А» для приоритетной почты)
2001 — безноминальная марка (тариф по Бельгии)
2002 — безноминальная марка приоритетной почты
2003 — три безноминальных марки (тариф по Бельгии, приоритетной почты и приоритетной почты по Европе)
2004 — две безноминальные марки приоритетной почты
2005 — две безноминальные марки (приоритетной почты и авиапочтовая)
2006 — две безноминальные марки (приоритетной почты и авиапочтовая)
2007 — две безноминальные марки (1-й тариф и авиапочтовая)
2008 — две безноминальные марки (1-й тариф и авиапочтовая)
2009 — безноминальная авиапочтовая марка (тариф по Европе)
Альберт II, образца 1999 года (1999—2001)
Номинированы одновременно в бельгийских франках и евро:
1999 — 17 франков/42 цента
2000 — 17 франков/42 цента, 19 франков/47 центов, 23 франка/57 центов, 30 франков/74 цента, 32 франка/79 центов, 36 франков/89 центов и 50 франков/1 евро 24 цента
2001 — 20 франков/50 центов, 34 франка/84 цента и 200 франков/4 евро 96 центов
«Почтовая эмблема» (2001—2012)
2001 — безноминальная марка (тариф по Бельгии)
2002 — безноминальная марка (тариф по Бельгии) и марка приоритетной почты в 49 центов
2003 — марка приоритетной почты в 49 центов
2004 — безноминальная марка приоритетной почты
2005 — марка приоритетной почты в 6 центов и авиапочтовая марка в 10 центов
2007 — безноминальная марка 1-го тарифа
2010 — безноминальная марка 1-го тарифа
2011 — безноминальная марка 1-го тарифа (2 варианта оформления)
2012 — безноминальная марка 2-го тарифа
Альберт II, образца 2002 года (2002—2005)
2002 — 42, 47, 52, 59 центов и марки приоритетной почты в 7, 49 и 79 центов
2003 — марки приоритетной почты в 49, 79 центов и 4 евро 21 цент
2004 — 60 центов, марки приоритетной почты в 50 и 80 центов, авиапочтовые марки в 60 и 80 центов
2005 — авиапочтовая марка в 70 центов
Альберт II, образца 2005 года (2005—2009)
2005 — марка приоритетной почты в 50 центов, авиапочтовая марка в 70 центов
2006 — марки приоритетной почты в 52 и 83 цента
2007 — безноминальные марки 1-, 2-, 3-, 5- и 7-го тарифов, авиапочтовые марки в 80 и 90 центов
2009 — четыре безноминальные авиапочтовые марки (1-й тариф по Европе, 3-й тариф по Европе, 1-й тариф по миру, 3-й тариф по миру)
«Бабочки» (2012—2014)
2012 — безноминальная марка 1-го тарифа
2013 — безноминальная марка 2-го тарифа и две безноминальные авиапочтовые марки (1-й тариф по Европе и 1-й тариф по миру)
2014 — безноминальная марка 1-го тарифа (10 вариантов оформления)
Филипп I (2013)

### Надпечатки на почтовых марках
Первая надпечатка была сделана 4 апреля 1911 года на почтово-благотворительной марке Бельгии. Надпечатан год 1911 для продления валидности последней. Продавалась по двойному номиналу, разница поступала в Национальный фонд борьбы с туберкулёзом. Имела хождение до 30 января 1912 года.
Последняя надпечатка сделана 3 мая 1982 года по изменению номинала в 1 бельгийский франк («1 °F») в связи с потребностью в стандартных марках данного номинала.
За весь период (на конец 2014 года) было произведено 382 каталогизированные надпечатки, из них 15 — почтово-благотворительных, 68 — оккупационных во время Первой мировой войны, 59 — изменения номинала почтовой марки, 52 — памятных, 159 — по изменению типа марки, 28 — провизорных и предварительного гашения.

## Другие виды почтовых марок

### Газетные
В 1928—1932 годах выпускались газетные марки, предназначенные для оплаты пересылки газет. На марках для железнодорожных посылок была сделана надпечатка «Journaux/Dagbladen» (Газеты).

### Доплатные
С 1870 года в Бельгии выпускаются доплатные марки.

### Железнодорожные
В Бельгии доставка посылок во все населённые пункты страны, связанные железнодорожным сообщением, осуществляется железнодорожной службой. Для оплаты пересылки с 1879 года выпускаются специальные марки. Для этим марок характерны очень высокие номиналы. Выпускались памятные марки такого рода (к примеру, в 1935 году вышли марки в честь столетия бельгийских железных дорог). Гашение марок на посылках осуществляется штемпелями прямоугольной формы.

### Марки военной почты
С 1967 года для оплаты пересылки писем военнослужащих в обращении находятся специальные марки.

### Посылочные
В населённые пункты, где отсутствует железнодорожное сообщение, посылки доставляются почтовой службой, при этом имеется ограничение по весу до 5 кг. Для оплаты такой доставки с 1928 года выпускаются посылочные почтовые марки.

#### Посылочные доплатные марки
С 1954 года в Бельгии эмитировались посылочные доплатные марки, которые официально служили для взыскания дополнительной платы за пересылку почтовых посылок.

### Служебные
С 1929 года выпускаются служебные марки для оплаты пересылки корреспонденции Управления железных дорог Бельгии.

### Телеграфные
В 1866—1897 годах в обращении были телеграфные марки, предназначенные для оплаты телеграмм, но также использовавшиеся для оплаты пересылки почтовых отправлений.

## Местный выпуск Брюсселя
В период оккупации Германией Бельгии в Брюсселе функционировала с 15 по 25 октября 1914 года городская почта, которая выпустила марку с надписью «Le Courrier Provisoire. С. P. 20 centimes 20» («Временная почта. 20 сантимов») в рамке. На корреспонденции выпущенная марка гасилась штемпелем овальной формы.

## Бельгийская почта в Китае
В 1906 году бельгийское правительство планировало открыть почтовое отделение в Китае. Для этого были подготовлены пять почтовых марок с двумя различными типами надпечатки. Существуют экземпляры марок с надпечаткой «Specimen» (Образец), a также несколько почтовых марок на корреспонденции, отправленной бельгийским консулом в Китае до получения указания о выпуске этих марок в обращение, но отделение бельгийской почты так и не было открыто.

## Бельгийские оккупационные выпуски

### Эйпен и Мальмеди
Ранее принадлежавшие Германии округа Эйпен и Мальмеди с 1 января 1920 года были включены в состав Бельгии. Уже 16 января в них вышли в обращение бельгийские почтовые марки с надпечаткой «Eupen & Malmedy» (Эйпен и Мальмеди) и номинала в германской валюте. Вместе с тем до 27 января в обращении оставались почтовые марки Германии, использовавшиеся самостоятельно или вместе с бельгийскими марками с надпечаткой. Марки с надпечаткой были выведены из обращения в Мальмеди 5 марта 1920 года, а в Эйпене — 31 марта 1920 года.
В марте того же года вышли почтовые марки отдельно для округа Эйпен и для округа Мальмеди с надпечатками соответственно «Eupen» («Эйпен») и «Malmedy» («Мальмеди»), а также доплатные марки. Марки этого выпуска оставались в почтовом обращении до 30 апреля 1931 года, причём имели хождение и на остальной территории страны. Известны поддельные надпечатки на почтовых марках, погашенных подлинным штемпелем военной почты.

### Полевая почта Бельгии в Германии
По итогам Первой мировой войны бельгийские войска входили в 1919—1920 годах в состав оккупационных сил, расквартированных в Рейнской области Германии. В 1919—1921 годах для покрытия почтовых нужд бельгийского контингента на бельгийских почтовых марках была сделана надпечатка «Allemagne / нидерл. Duitschland» («Германия»). Марки применялись только бельгийским контингентом для оплаты корреспонденции, отправлявшейся в Бельгию, Бельгийское Конго и Францию, и гасились штемпелем с текстом фр. «Postes militaires belgique» и нидерл. «Belgie Legerposterij» («Военная почта Бельгии»). Марки оставались в почтовом обращении до 30 апреля 1931 года.

### Германская Восточная Африка (Руанда-Урунди)
Бельгийские войска заняли часть территории Германской Восточной Африки в 1915 году. В 1916 году Бельгия сделала ряд надпечаток на почтовых марках Бельгийского Конго, вначале вручную, с французскими названиями «RUANDA» («Руанда») и «URUNDI» («Урунди»). Эта первая серия включала марки 16 номиналов (по восемь с каждой надпечаткой), хотя они фактически так и не были в почтовом обращении.
Уже в ноябре того же года на второй серии была сделана типографская надпечатка текста на французском и фламандском языках — «EST AFRICAIN ALLEMAND / OCCUPATION BELGE / DUITSCH OOST AFRIKA / BELGISCHE BEZETTING» («Германская Восточная Африка / Бельгийская оккупация»). В 1922 году серия была переиздана и на этих марках появились надпечатки новых номиналов — от 5 до 50 центов.
В мае 1918 года выходили также марки Бельгийского Конго с надпечаткой по-французски аббревиатуры Восточной Африки.

## Германская оккупация Бельгии
С августа 1914 года по 1918 год Бельгию оккупировали войска Германии. В октябре 1914 года на оккупированных территориях вышли в обращение немецкие почтовые марки с надпечаткой нем. «Belgien» («Бельгия») и номиналом в бельгийской валюте. Всего было два выпуска.
Находившееся в период германской оккупации в эмиграции в Гавре (Франция) бельгийское правительство открыло там бельгийский почтамт, применявший вначале штемпели с надписями: «Le Havre /Special/ Seine Infre» и «Sainte Adresse / Seine Infre», a затем также штемпель с надписью фр. «Postes militaires» («Военная почта»), которыми гасились бельгийские почтовые марки выпуска 1912 года и более поздних выпусков.
На оставшейся неоккупированной небольшой части бельгийской территории (Фландрия) функционировали 23 почтовых отделения.

## Развитие филателии
Систематическое коллекционирование почтовых марок в Бельгии стало развиваться с середины XIX века. Оно было стимулировано изданием в этой стране одного из наиболее ранних каталогов почтовых марок всех стран мира. Каталог был составлен бельгийским филателистом и первым торговцем марками Ж.-Б. Моэнсом и появился в 1862 году, вскоре после аналогичных изданий О. Берже-Левро и Альфреда Потике в 1861 году во Франции. С 1863 года в Брюсселе начал также издаваться ранний филателистический журнал «Le Timbre-Poste».
Первая в мире выставка частной коллекции почтовых марок состоялась в 1852 году в Брюсселе на выставке искусств и ремёсел. С тех пор Бельгия много раз принимала различные филателистические выставки. Так, в конце 1975 года в Брюсселе проходил международный форум тематической филателии «Темабельга». В нём участвовали десять советских коллекций, посвящённых В. И. Ленину, Великой Отечественной войне, спорту, медицине. В Советском Союзе выходил художественный маркированный конверт «Всемирная филателистическая выставка „Темабельга“ / „THEMABELGA“». Конверт (с каталожным номером 4790) был выпущен 1 июля 1975 года и нарисован художником Юрием Арцименевым.
В 1990 году Брюссель принимал международную филателистическую выставку «Бельжика-90», по поводу которой в СССР был издан конверт с оригинальной маркой: